# 埃文森冰原島峰
64°59′S 60°22′W / 64.983°S 60.367°W
埃文森冰原島峰（英語：Evensen Nunatak）是南極洲的冰原島峰，位於葛拉漢地的奧斯卡二世海岸，屬於錫爾冰原島峰的一部分，處於多爾曼冰原島峰西北面3公里，在1947年8月由英國探險隊繪入地圖。